# Ерих Хонекер
Ерих Хонекер (на немски: Erich Honecker; 1912 – 1994) е германски политик, генерален секретар на Централния комитет (ЦК) на Германската единна социалистическа партия (ГЕСП) в Германската демократична република (ГДР) от 1971 до 1989 г.

## Биография
Роден е на 25 август 1912 г. в Нойнкирхен, провинция Саарланд, Германия.
След обединението на Германия търси политическо убежище в Съветския съюз, но е екстрадиран обратно в родината си от новото правителство на Русия. Вкаран е в затвора и е даден под съд за държавна измяна и за престъпления, извършени по време на Студената война (подведен под отговорност за убийствата на 125 германци, които се опитват да избягат от ГДР). Заболява от рак и е пуснат от затвора.
Умира в изгнание след около 1,5 г. в Сантяго де Чили, столицата на Чили, на 29 май 1994 г.